# Stadl-Predlitz
Stadl-Predlitz är en kommun i  distriktet Murau i förbundslandet Steiermark i Österrike. Kommunen bildades 1 januari 2015 genom en sammanslagning av kommunerna Predlitz-Turrach och Stadl an der Mur. Huvudort är Stadl an der Mur.
Kommunen består av sju orter (Ortschaften) (inom parentes invånarantal 1 januari 2024):

- Einach (230)
- Paal (130)
- Predlitz (353)
- Sonnberg (78)
- Stadl an der Mur (404)
- Steindorf (339)
- Turrach (121)